# Bowie criminalworld
Bowie criminalworld (лат.) — вид блуждающих пауков рода Bowie (Ctenidae). Встречается на острове Калимантан (Сабах, Малайзия). Название происходит от имени песни «Criminal World» британского музыканта Дэвида Боуи.

## Описание
Пауки средних размеров, длина самцов около 14 мм, самки до 17 мм. Окраска самцов от желтовато- до светло-красновато-коричневого цвета. Головогрудь сверху с отчётливой светлой срединной перевязью и неправильным рисунком между глазами и ямкой; снизу светло-коричневые, гнатококсы и лабиум красновато-коричневые. Хелицеры темно-красновато-коричневые, отчетливо вздутые спереди. Опистосома сверху желтовато-коричневая с парой тёмных пятен; вентрально темно-коричневая срединная полоса, разделенная латерально рядами средних светлых пятен, с одной парой поперечно-удлиненных белых пятен непосредственно за эпигастральной бороздой. Формула ног 4123. Имеют поперечный тегулярный апофиз, короткий эмболус со срединным ретролатеральным отростком и относительно короткий ретролатеральный голенный апофиз педипальп (RTA) у самцов, а также отчётливые переднебоковые «плечи» срединной пластинки и двулопастные боковые зубцы у самок с открыто видимыми основаниями соответствующих боковых зубцов.

## Таксономия и этимология
Вид был впервые описан в 2022 году немецким арахнологом Петером Егером. Название происходит от имени песни «Criminal World» (1983) британского музыканта Дэвида Боуи — по случаю 75-летия рок-легенды и с целью привлечь внимание к всё ещё в значительной степени неизученному разнообразию и защите природы.
Внешне и по строению копулятивных органов Bowie criminalworld сходен с видом Bowie shakeit. Включён в видовую группу shakeit по наличию общих признаков: имеют сходное строение копулятивных органов самца и самки.

## Распространение
Встречается на острове Калимантан (Сабах, Малайзия).